# Flyff
FlyFF, Fly For Fun (en español: «volar por diversión»), es un Videojuego de rol multijugador masivo en línea 3D desarrollado por la compañía surcoreana Gala Lab Corp. FlyFF se destaca de la mayoría de los otros videojuegos de rol multijugador masivos en línea ya que tiene un sistema de vuelo, en el que los jugadores pueden volar usando una tabla, escoba voladora, motos, alas u otros ítems como medio de transporte en todo el mundo virtual del mismo. También ofrece PvP (Player vs. Player, jugador contra jugador), parties (grupos), guilds (clanes) y muchas quests (búsquedas) y actualmente el nivel máximo es 155 (desde la actualización v17).
El juego es F2P (free to play) y será gratuito para siempre, pero se puede usar dinero para comprar ítems especiales, como vestuario, Scrolls e ítems. También el juego utiliza el GameGuard como sistema antitrampas, el cual es un rootkit. Desde la versión decimocuarta se necesita DirectX SDK para jugar.

## Clases
Como es común en los juegos de RPG en línea, se puede elegir entre varios oficios (Jobs) a medida que subes de nivel, esta tabla muestra el avance elecciones de cada Job.
| Principiante (Level 1)   | Principiante (Level 1) | Principiante (Level 1) | Principiante (Level 1) | Principiante (Level 1) | Principiante (Level 1) | Principiante (Level 1) | Principiante (Level 1) | Principiante (Level 1) | Principiante (Level 1) | Principiante (Level 1) | Principiante (Level 1) | Principiante (Level 1) | Principiante (Level 1) | Principiante (Level 1) | Principiante (Level 1) | Principiante (Level 1) |
| ------------------------ | ---------------------- | ---------------------- | ---------------------- | ---------------------- | ---------------------- | ---------------------- | ---------------------- | ---------------------- | ---------------------- | ---------------------- | ---------------------- | ---------------------- | ---------------------- | ---------------------- | ---------------------- | ---------------------- |
| Vagrant                  |                        |                        |                        |                        |                        |                        |                        |                        |                        |                        |                        |                        |                        |                        |                        |                        |
| 1st Job (Level 15)       |                        |                        |                        |                        |                        |                        |                        |                        |                        |                        |                        |                        |                        |                        |                        |                        |
| Mercenary                | Mercenary              | Magician               | Magician               | Assist                 | Assist                 | Acrobat                | Acrobat                |                        |                        |                        |                        |                        |                        |                        |                        |                        |
| 2nd Job (Level 60)       |                        |                        |                        |                        |                        |                        |                        |                        |                        |                        |                        |                        |                        |                        |                        |                        |
| Knight                   | Blade                  | Elementor              | Psykeeper              | Ringmaster             | Billposter             | Ranger                 | Jester                 |                        |                        |                        |                        |                        |                        |                        |                        |                        |
| 3rd Job (Level 130-Hero) |                        |                        |                        |                        |                        |                        |                        |                        |                        |                        |                        |                        |                        |                        |                        |                        |
| Templar                  | Slayer                 | Arcanist               | Mentalist              | Seraph                 | Force Master           | Crackshooter           | Harlequin              |                        |                        |                        |                        |                        |                        |                        |                        |                        |

### Primer Oficio
Al llegar al nivel 15 podrás escoger el oficio en uno de estos:
- Mercenary (Mercenario): Ataca con espadas y hachas. También puede usar escudos. Se destaca por ser el más fuerte en el combate cuerpo a cuerpo y tener mucha defensa.

- Acrobat (Acróbata o Arquero): Ataca con arcos y Yo-Yo's. No usan escudo. Su ataque es a distancia. Tienen diversos skills para el arco y el Yo-Yo's

- Assist (Asistente): Ataca con palos (sticks) y puños (knuckles). Se destaca por sus skills de soporte (buff), cuando lleva el stick puesto, y por la fuerza de su knuckle para ataque cuerpo a cuerpo.

- Magician (Mago): Ataca con varas y bastones, cuando tiene la vara puesta puede usar escudo, mas no con bastón. Se destaca por sus poderosos ataques de elementos (agua, fuego, tierra, viento y electricidad)

## Segundo Oficio
Las clases siguientes se van desarrollando dependiendo de qué clase anterior sea el personaje:
- Mercenary: En el nivel 60 se puede escoger entre Knight o Blade.

- Blade: Ataque rápido cuerpo a cuerpo. Ataque muy poderoso, pero posee una defensa normal. Se basa en la velocidad de sus golpes y se le permite llevar dos espadas o hachas. Utiliza armaduras estilo ninjas.

- Knight: Mucha defensa, pero ataque cuerpo a cuerpo terrible. Especialista en AoE (Area of Effect o ataques de Área de Efecto). Sus armas de dos manos son poderosas y usa armaduras estilo Edad Media. Su ataque es muy lento.

- Assist: En el nivel 60 se puede escoger entre Ringmaster o Billposter.

- Billposter: Buenos atacantes cuerpo a cuerpo, con defensa normal. Sus skills se distribuyen entre poderes de ataque y ataques con puños (knuckles).

- Ringmaster: Esta clase se destaca por sus skills de soporte o mejor llamados buff de larga duración. Se dedican completamente al support de otro jugador: curan, dan buff y sólo poseen los skills de ataques de assist (antes de lvl 60), y en el nivel 80 un poderoso skill llamado Merkava Hanzelrusha con el cual es capaz de matar monstruos en AoE (Area of Effect o ataques de Área de Efecto)

- Magician: En el nivel 60 se puede escoger entre Elementor o Psykeeper.

- Elementor: El más poderoso, la peor defensa. Maestros de los cinco elementos (Aire, Tierra, Fuego, Agua, Electricidad), sus habilidades infringen los mayores daños a los enemigos. Sus skills están basados en las magias de estos cinco elementos. Utilizan varas (staffs).

- Psykeeper: Buen ataque mágico, defensa normal. Pueden ser de varias clases (builds), las más conocidas son: Crucio (full STA), en donde tendrás una masiva cantidad de HP y te valdrás del ataque de tus enemigos para subir de nivel; o bien ser full INT y realizar duros ataques utilizando tu Spirit bomb y dejando inmóviles a los enemigos con Satanology. Utilizan varitas (wands).

- Acrobat: En el nivel 60 se puede escoger entre Ranger o Jester.

- Ranger: El de más ataque, defensa normal. Maestro de los arcos. Sus skills están basados en mejorar el ataque de los arcos. La especialidad del Ranger es el Bloqueo, ya que posee un alto porcentaje de tasa de bloqueo, utilizando 3 AoE puede matar en grandes cantidades sin sufrir muchos golpes por su alto nivel de Bloqueo.

Existe una variante de esta clase, los Yoyo ranger. Son ranger que utilizan yoyos como armas, aprovechándose de las propiedades de esta clase. En esta variante, muchos no toman en cuenta la skill "Perfect Block" (Aumenta la capacidad de bloqueo casi al max.), algo que hace inútil esta variante.
- Jester: Buen ataque, buena defensa. Maestros de los yo-yo's. Sus skills están basados en mejorar el ataque de los yo-yo's y darles complementos como veneno. Atacan a corta distancia.

Existe una variante de esta clase, los BowJester. Son jester que distribuyen sus GP (grow points, puntos de crecimiento) para maximizar la destreza (DEX) y atacan con arcos. De esta forma logran fácilmente llegar a 100% de ataques críticos, un nivel de ataque alto y veloz (100% atk speed), aunque cuando un Acrobat se convierte en Jester, su crítico aumenta casi x4 (con arco o yo-yo), lo que hace algo innecesario distribuir los Grow points a DEX (Full DEX). Los principales puntos negativos de esta variante son la baja HP y que no pueden hacer uso de sus habilidades como Jester.

## Tercer Oficio
Después de completar las misiones y re-nivelar puedes conseguir la misión de HERO y obtener el nivel 121 después de esto puedes subir hasta el nivel 130 puedes evolucionar a la tercera clase con su respectiva clase y puedes seguir subiendo de nivel hasta el nivel 175
Templar
El último guardián. Su epítome es la defensa estos guerreros portan unas armaduras legendarias portador de una espada brillante y un escudo puede portar al igual que en su oficio anterior hachas estos guerreros inspiran a sus aliados en la batalla no olvidemos que este oficio cuenta con ataques de soporte así como los físicos. Lo recomendable es mejorarle su velocidad así como la precisión ya que si antes no lo has hecho puedes arrastrar el problema de que falla los movimientos del personaje
Slayer
"Su verdadera defensa es su endudable poder ofensivo" son maestros en el campo de batalla son capacitados para portar armas en ambas manos con una sobrehumana destreza que abate sus enemigos sin igual sus habilidades van centradas en matar enemigos de un solo golpe lo recomendable en estos casos es mejorar la velocidad ya que la ausencia de Seraph en combate y un Slayer mal construido hacen de estos injugables
Seraph
Elegante y benevolente son lo que se les describe a estos grandes curanderos su gran debilidad son sus defensas y que ya de antemano han tenido una mala build de vida estos vienen descendientes de rhisis estos seres místicos son capaces de recrear lo que es la inmortalidad propia
Force Masher
Maestros del cuerpo y de la mente solo necesitan unos nudillos para cubrir sus manos seguidores y predicadores de sus artes secretas y son descritos como imbatibles es un oficio de gran capacidad ofensiva y defensiva la fuerza de rhisis esta en ellos sus habilidades están enfocadas en una versión mejorada del Billposter 
Crackshooter
Mientras que algunos prefieren el cuerpo a cuerpo estos prefieren observar y pelear desde la más lejana distancia son sombras andantes su gran cualidad son la velocidad y su habilidad pueden tener muy pocas defensas sus habilidades van enfocadas en manipular el enemigo y matar múltiples objetivos al mismo tipo
Harlequin
Grandes estrategas en la batalla este oficio proporciona habilidades para mater un centenar de enemigos su mayor fuerte es la habilidad y la defensa inteligentes y habilidosos hace que en los grupos sean bien acogidos 
Arcanist
Obtiene los grandes dotes de los elementos del universo y del cosmos son maestros en eso su mayor fortaleza es la vida y la magia sus habilidades van enfocadas en una versión mejorada del elementor añadiendo un poder más destructivo 
Mentalist
Controladores de la mente y Ocultistas estos pueden en batalla manipular la mante de sus atacantes su mayor fortaleza es la magia y la velocidad sus habilidades están enfocadas al elementos oscuridad así como la creación de estados

## Skills
Una skill (habilidad) es un poder especial que consume FP o MP dependiendo del trabajo; estas pueden ser de ataque o de buff (que aumenta las estadísticas del personaje que las recibe).
Se dispone de tres skill cuando se es vagrant, pero tras realizar el quest de primer job se agregarán nuevos skill dependiendo de la clase y el nivel del personaje.
Estos skill suben de nivel con puntos que se otorgan cada vez que el personaje sube de nivel, cada vez que una skill aumenta su nivel, aumenta el daño, bono otorgado, probabilidad de suceso o tiempo de la habilidad. A medida que los skill y el personaje alcancen ciertos requisitos de nivel, otros skill se irán desbloqueando.
Los SP (Skill Points o Puntos de Habilidad) otorgados por nivel son diferentes, a mayor nivel, mas SP se otorga por cada nivel del personaje. Cuando un personaje realiza su cambio de trabajo obtiene un bono de SP. Los SP otorgado varía según el trabajo elegido.
- Tabla de Skill Points por nivel.

Niveles 1 a 20: +2 SP por nivel
Niveles 21 a 40: +3 SP por nivel
Niveles 41 a 60: +4 SP por nivel
Niveles 61 a 80: +5 SP por nivel
Niveles 81 a 100: +6 SP por nivel
Niveles 101 a 120: +7 SP por nivel
- Tabla de Skill Points por cambio de Primer Trabajo

Mercenary +40 SP
Acrobat +50 SP
Assist +60 SP
Magician +90 SP
- Tabla de Skill Points por cambio de Segundo Trabajo

Knight & Blade +80 cada uno
Jester & Ranger +100 cada uno
RingMaster +100 SP y BillPoster +120 SP
Psykeeper +90 SP y Elementor +300 SP
Entre las skills de los diferentes trabajos encontraremos unas que pueden ser conectadas dentro del Action Slot (Barra de Acción). Hay 4 tipos de habilidades diferentes y varias formas de combinarlas.
Las Habilidades Iniciales que se sitúan en el primer lugar del AS (Action Slot) y dan paso a las habilidades intermedias o finales.
Las Habilidades Intermedias que solo pueden ser colocadas después de una habilidad inicial, después de una habilidad intermedia se puede colocar otra intermedia o una final.
Las Habilidades Finales que solo pueden colocadas después de una inicial o una intermedia. Estas habilidades se caracterizan por lanzar a los oponentes por los aires si dan el golpe final a la vida del oponente.
Las Habilidades Neutras pueden conectarse unas con otras sin importar el orden o el número, pueden conectarse hasta 5 a la vez. Las habilidades neutras no pueden ser combinadas con las iniciales, intermedias o finales.

### Skills de Mercenary
La Fuerza (STR) y el ataque del arma determinara el daño de las habilidades del Mercenario.
- Árbol Ofensivo - 1.er árbol de skills.

1- Slash: Habilidad inicial. Golpe básico, ataca dos veces. Nivel 15 del personaje requerido.
2- Keenwheel: Habilidad Intermedia. Ataque giratorio que golpea tres veces. Nivel 18 del personaje requerido. Nivel 3 de Slash requerido.
3- Blindside: Habilidad Final. Poderoso golpe giratorio inverso a keenwheel. Nivel 25 del personaje requerido. Nivel 6 de Keenwheel requerido.
4- Special Hit: Realiza un poderoso ataque. Nivel 30 del personaje requerido. Nivel 8 de Blindside requerido.
5- Bloody Strike: Habilidad Intermedia. Poderoso ataque que absorbe hasta un 60% del daño realizado al oponente, % de vida robada aumenta con cada nivel de la habilidad. Nivel 20 del personaje requerido. Nivel 3 de Slash requerido.
6- Reflex Hit: Refleja un % del daño que sufras la invocación de la skill, además del daño básico de la skill. Otras habilidades no se pueden reflejar. Nivel 25 del personaje requerido. Nivel 8 de Bloody Strike requerido.
7- Guillotine: Ataque a distancia. Lanza una navaja de flamas al enemigo. Nivel 30 del personaje requerido. Nivel 10 de Reflex Hit requerido.
- Árbol de Buffs - 2° árbol de skills

8- Protection: Añade +1 a la Defensa por cada nivel de la skill. Duración de la habilidad incrementa con cada nivel. Máxima defensa añadida es 20. Máximo tiempo es 180 segundos. Requiere un Escudo. Nivel 15 del personaje requerido.
9- Pan Barrier: Añade +2% la evasión contra ataques a distancia por cada nivel de la habilidad. Duración de la habilidad se incrementa con cada nivel. Máximo de evasión añadido es 40%. Máxima duración es 240 segundos. Requiere un Escudo. Nivel 18 del personaje requerido. Nivel 3 de Protection requerido.
10- Sneaker: Lanza una red a distancia para inmovilizar al oponente. Duración de la habilidad se aumenta con cada nivel. Máxima duración es 47 segundos. Nivel 20 del personaje requerido. Nivel 5 de Pan Barrier requerido.
11- Empower Weapon: Aumenta el Daño Elemental de un arma hasta un máximo de +20. El daño aumenta +1 con cada nivel de la habilidad. Nivel 20 del personaje requerido. Nivel 5 de protección requerido.
12- Smite Axe: Incrementa el Daño y la Defensa mientras se tenga un hacha equipada. Duración, incremento de daño y defensa aumenta con cada nivel. Máxima duración es 1200 segundos. Máximo ataque añadido es 50. Máxima defensa añadida es 25. Nivel 25 del personaje requerido. Nivel 4 de Empower Weapon requerido.
13- Axe Mastery: Incrementa el ataque mientras se tenga un hacha equipada. Duración y ataque añadido aumenta con cada nivel. Máximo ataque aumentado es +150. Máxima duración es 300 segundos. Nivel 30 del personaje requerido. Nivel 9 de Smite Axe requerido.
14- Blazing Sword: Incrementa el Daño y la Puntería mientras se tenga una espada equipada. Duración, ataque añadido y puntería aumentan con cada nivel. Máximo ataque añadido es 50. Máxima puntería añadida es +10%. Máxima duración es 1200 segundos. Nivel 25 del personaje requerido. Nivel 4 de Empower Weapon requerido.
15- Sword Mastery: Incrementa el ataque mientras se tenga una espada equipada. Duración y ataque añadido aumenta con cada nivel. Máximo ataque aumentado es +150. Máxima duración es 300 segundos. Nivel 30 del personaje requerido. Nivel 9 de Blazing Sword requerido.

#### Skills de Knight
La Fuerza (STR) y el ataque del arma determinan el daño que harán las habilidades del Knight.
1- Charge: Poderoso golpe con una gran espada. Requiere una Gran Espada. Nivel 60 del personaje requerido. Nivel 4 de Sword Mastery requerido.
2- Earth Divider: Habilidad de AoE (Area of Effect/Area de Efecto) que daña a las unidades frente al Knight y cerca de la zona de choque de la gran espada. Nivel 65 del personaje requerido. Requiere una Gran Espada. Nivel 4 de Charge requerido.
3- Paindealer: Golpe que causa un tremendo dolor y que daña la armadura del oponente, disminuyendo su defensa. Requiere una Gran Hacha. Nivel 60 del personaje requerido. Nivel 4 de Axe Mastery requerido.
4- Power Stump: Habilidad de AoE (Area of Effect/Area de Efecto) que daña a todas las unidades que rodean al Knight. Esta habilidad tiene 15% de oportunidad de aturdir a los enemigos. Nivel 65 del personaje requerido. Requiere una Gran Hacha. Nivel 4 de Paindealer requerido.
5- Guard: Aumenta la defensa a costa de disminuir el ataque. Máxima duración es 20 segundos. Máxima defensa añadida es 400. Mínimo ataque disminuido es 100. Bono añadido/disminuido aumenta/disminuye con cada nivel. Requiere una Gran Arma. Nivel 60 del personaje requerido.
6- Rage Aumenta el ataque a costa de disminuir la defensa y la puntería. Máximo ataque añadido es 240. Mínima defensa disminuida es 80 y mínima puntería disminuida es 15%. Bono añadido/disminuido aumenta/disminuye con cada nivel. Requiere una Gran Arma. Nivel 65 del personaje requerido. Nivel 5 de Guard requerido. Duración es: STA * 2.
7- Pain Reflection: Habilidad de Buff que refleja una parte del daño recibido por el Knight. Máximo daño reflejado es 50%. Bono añadido aumenta con cada nivel. Requiere una Gran Arma. Nivel 70 del personaje requerido. Nivel 4 de Rage requerido. Máxima duración es: STA * 2.
8- Powerswing: Habilidad AoE (Area of Effect/Area de Efecto) más poderosa del juego. Requiere una Gran Arma. Nivel 75 del personaje requerido. Nivel 7 de Pain Reflection requerido.

#### Skills de Blade
La Destreza (DEX) y el ataque de las armas determinan el daño de las habilidades del Blade.
1- Silent Strike: Ataque rápido y cruzado. Requiere 2 Espadas. Nivel 60 del personaje requerido. Nivel 4 de Sword Mastery requerido.
2- Blade Dance: Habilidad AoE (Area of Effect/Area de Efecto). Requiere 2 Espadas. Nivel 65 del personaje requerido. Nivel 3 de Silent Strike requerido.
3- Spring Attack: Asesta 4 golpes en sucesión. Requiere 2 Hachas. Nivel 60 del personaje requerido. Nivel 4 de Axe Mastery requerido.
4- Hawk Attack: Habilidad AoE (Area of Effect/Area de Efecto). Requiere 2 Hachas. Nivel 65 del personaje requerido. Nivel 3 de Spring Attack requerido.
5- Armor Penetrate: Ataque que ignora la mitad de la defensa del oponente. Requiere 2 Armas. Nivel 60 del personaje requerido.
6- Berserker: Habilidad de Buff que aumenta el ataque y la velocidad de ataque negando el uso de cualquier otra skill mientras esta este activa. Duración máxima aumenta con cada nivel. Bono añadido aumenta con cada nivel. Requiere 2 Armas. Nivel 65 del personaje requerido. Nivel 4 de Armor Penetrate requerido.
7- Sonic Blade: Poderosa habilidad AoE (Area of Effect/Area de Efecto). Requiere 2 Armas. Nivel 70 del personaje requerido. Nivel 7 de Berserker requerido.
8- Cross Strike: Poderoso Skill que da un golpe cruzado. Nivel 75 del personaje requerido. Nivel 7 de Sonic Blade requerido.

### Skills de Assist
Las habilidades del asistente tienen una duración base de 180 o 240 Segundos, dependiendo del nivel de la habilidad. A nivel 20 la duración base es de 300 Segundos. La duración puede ser aumentada con la Inteligencia (INT) del asistente. Para saber el valor exacto de la duración se usa la base [180/240/300] + INT x 2 [Si la Inteligencia es 15, se multiplica por 2, lo que nos da 30] = Duración de la skill [En este caso duraría un total de 330 Segundos].
- Rama principal

1- Heal: Skill de Curación Básico. Cantidad de HP curada aumenta con cada nivel y con la inteligencia del personaje. Nivel 15 del personaje requerido.
- Rama curativa - 1.ª rama de buffs

2- Patience: Aumenta el máximo de HP. Incrementa en 10 por nivel. La duración máxima aumenta con cada nivel. Bono añadido aumenta con cada nivel. Nivel 18 del personaje requerido. Nivel 3 de heal requerido.
3- Resurrection: Resucita a otro jugador. Cantidad de HP con la que resucita aumenta con cada nivel, así como la experiencia recuperada. Nivel 20 del personaje requerido. Nivel 4 de Patience requerido.
4- Circle Healing: Funciona como Heal en todos los miembros del party dentro del rango. HP curada aumenta con cada nivel. Nivel 25 del personaje requerido. Nivel 4 de Ressurrection requerido.
5- Prevention: Recupera tu HP cuando este baja a menos del 15%. HP curada aumenta con cada nivel hasta un máximo de 100%. Nivel 30 del personaje requerido. Nivel 4 de Circle Healing requerido.
- Rama de velocidad - 2.ª rama de buffs

6- Quick Step: Aumenta la velocidad de movimiento. La tanto la duración como la velocidad añadida aumenta con cada nivel, siendo el máximo +20%. Nivel 18 del personaje requerido. Nivel 3 de Heal requerido.
7- Haste: Incrementa la velocidad de ataque. La tanto la duración como la velocidad añadida aumenta con cada nivel, siendo el máximo +25%. Nivel 25 del personaje requerido. Nivel 3 de Quick Step requerido.
8- Cat's Reflex: Aumenta la evasión. La tanto la duración como la evasión añadida aumenta con cada nivel, siendo el máximo +18%. Nivel 28 del personaje requerido. Nivel 4 de Haste requerido.
9- Cannon Ball: Incrementa la DEX. La tanto la duración como la DEX añadida aumenta con cada nivel, siendo el máximo +20. Nivel 35 del personaje requerido. Nivel 4 de Cat's Reflex requerido.
- Rama de stats - 3.ª rama de buffs

10- Mental Sign: Aumenta la INT. Por cada nivel se produce un aumento de +1 siendo la máxima INT +20. Nivel 18 del personaje requerido. Nivel 3 de Heal requerido.
11- Heap Up: Aumenta la STA. Por cada nivel se produce un aumento de +2 siendo la máxima STA +40. Nivel 20 del personaje requerido. Nivel 4 de Mental Sign requerido.
12- Beef Up: Aumenta la STR. Por cada nivel se produce un aumento de +1 siendo la máxima STR +20. Nivel 25 del personaje requerido. Nivel 4 de Heap Up requerido.
13- Accuracy: Incrementa la puntería. La máxima puntería añadida es 20%. Nivel 30 del personaje requerido. Nivel 4 de Beef Up requerido.
- Rama de ataque

14- Straight Punch: Golpe Recto. Requiere Kunckle. Nivel 20 del personaje requerido. Nivel 3 de Heal requerido.
15- Stone Hand: Otorga probabilidad de aturdimiento. La duración aumenta con cada nivel, así como la probabilidad (siendo el máximo +20%). El máximo tiempo de aturdimiento es de 3 segundos. Nivel 25 del personaje requerido. Nivel 4 de Straight Punch requerido.(recomendado, ya que causa stun)
16- Burst Crack: Ataque de área de efecto (AoE) que golpea a todos los que te rodean. Requiere Knuckle. Nivel 28 del personaje requerido. Nivel 4 de Stone Hand requerido.
17- Power Fist: Versión más poderosa de Straight Punch. Nivel 35 del personaje requerido. Nivel 4 de Burst Crack requerido.

#### Skills de Ringmaster
Se usa la misma fórmula que con el asistente para calcular la duración de las habilidades. La duración base de las habilidades de RingMaster es menor que las del asistente y en algunas es nula, en estos casos se calcula dividiendo la inteligencia entre 2 o 3.
- Rama de protección

1- Protect: Aumenta la defensa del objetivo. Por cada nivel aumenta la duración como la defensa añadida, siendo la máxima de +50. Nivel 60 del personaje requerido. Nivel 6 de Heap Up requerido.
2- Holyguard: Aumenta la defensa mágica del objetivo. Por cada nivel aumenta la duración como la defensa añadida, siendo la máxima de +50. Nivel 65 del personaje requerido. Nivel 3 de Protect requerido.
- Rama de ataque

3- Holycross: Duplica el daño de un ataque al objetivo, el efecto desaparece en 5 segundos o tras un ataque contra el objetivo. Nivel 60 del personaje requerido.
4- Spiriture Fortune: Aumenta el ataque del objetivo. Por cada nivel aumenta el ataque añadido, siendo el máximo de +140. Requiere el uso de Bless Posters. Nivel 65 del personaje requerido.
5- Geburah Tiphreth: Aumenta la velocidad y el ataque los miembros del party en rango (sin incluir al ringmaster). Por cada nivel aumenta la velocidad y el ataque añadido, siendo la máxima velocidad añadida de +25% y eñ máximo ataque añadido de +150. Nivel 75 del personaje requerido. Nivel 4 de HealRain requerido. Nivel 7 de Spirit Fortune requerido.
- Rama curativa y AoE

6- Gvur Tialla: Elimina ciertos efectos negativos que afectan al objetivo. Nivel 60 del personaje requerido. Nivel 4 de Prevention requerido.
7- Heal Rain: Versión mejorada del Circle Healing. HP curada aumenta con cada nivel y con la inteligencia del RingMaster. Nivel 70 del personaje requerido. Nivel 3 de Gvur Tialla requerido.
8- Merkaba Hanzelrusha: Genera una zona sagrada alrededor del RingMaster que lo invoca, es un skill de AoE (Area of Effect o Área de Efecto) que no requiere seleccionar un objetivo. Tanto la duración máxima como el daño causado aumenta con cada nivel. Nivel 80 del personaje requerido. Nivel 4 de HealRain requerido.

#### Skills de BillPoster
1- Belial Smashing: Poderoso golpe rápido. Nivel 60 del personaje requerido. Nivel 5 de Power Fist requerido.
2- Bloody Fist: Golpe a las partes vitales del oponente, causando el sangrado de la víctima (Pierde HP con el tiempo). Nivel 65 del personaje requerido. Nivel 2 de Belial Smashing requerido.
3- Piercing Serpent: Skill de AoE (Area of Effect o Área de Efecto) que daña a todos los enemigos que estén enfrente del BillPoster. Nivel 70 del personaje requerido. Nivel 5 de Bloody Fist requerido.
4- Asmodeus: Habilidad de soporte (buff). Incrementa el daño mientras se tenga equipado un puño (knuckle). Tanto la duración como el daño causado aumentan con cada nivel. Requiere SkillPosters. Nivel 60 del personaje requerido.
5- Baraqijal Esna: Habilidad de Debuff (reducción de stats). Disminuye la defensa del objetivo. Tanto la duración como la defensa disminuida aumentan con cada nivel. Nivel 65 del personaje requerido. Nivel 3 de Asmodeus requerido.
6- Bgvur Tiabold: Skill de AoE (Area of Effect o Área de Efecto) que golpea a todos los enemigos que rodeen al BillPoster. Requiere SkillPosters. Nivel 70 del personaje requerido. Nivel 5 de Baraqijal Esna requerido.
7- Sonic Hand: Habilidad de ataque a la velocidad del sonido, que tiene un 30% de probabilidad de aturdir al oponente. Nivel 75 del personaje requerido. Nivel 7 de Piercing Serpent requerido. Nivel 6 de Bgvur Tiabold requerido.
8- Asalraalaikum: Habilidad ilimitada, que utiliza todo el MP del BillPoster para causar el daño. Requiere SkillPosters.
Nivel 80 del personaje requerido. Nivel 7 de Sonic Hand requerido.

#### Skills de Seraph
1- Breath of Life: Por cada nivel aumenta la recuperación del HP en cada segundo en el tiempo (13 segundos), Siendo el máximo de 3500 HP
2- Heavens Step: Por cada nivel aumenta la velocidad, Siendo la máxima Velocidad de +42% durante 300 segundos.
3- Divine Prosperity: Por cada nivel aumenta el HP máximo, Siendo la máxima +1500 HP durante 300 segundos.
4- Raiment of Rhisis: Por cada nivel aumenta la defensa, Siendo la máxima Def +550 durante 300 segundos.
5- Priests Grasp: Por cada nivel aumenta Las raíces de destino, Siendo la máxima de las Raíces objetivo durante 1 minuto.
6- Soul of Rhisis: Hace invulnerable al usuario hasta una cierta cantidad de daño durante 5 minutos. Solo funciona en PvP, siendo la máxima protección en PvP y protege 400K de daño,
Responsable: Reinhard Almeida

### Skills de Magician
La Inteligencia (INT) y el ataque del arma determinarán el daño que provocarán las skills.
1-Mental Strike: Ataque mental básico y necesario para todas las skills de Magician.
- Rama de fuego

2- Flame Ball: Ataque básico de fuego. Nivel 18 del personaje requerido. Nivel 3 de Mental Strike requerido.
3- Flame Geyser: Ataque de daño medio de fuego. Daña al anemigo de manera continua. Nivel 25 del personaje requerido. Nivel 5 de Flame Ball requerido.
4- Fire Strike: Ataque de daño alto de fuego. Hace al enemigo perder HP por un tiempo. Nivel 30 del personaje requerido. Nivel 7 de Flame Ball requerido.
- Rama de viento

5- Swordwind: Ataque básico de viento. Nivel 20 del personaje requerido. Nivel 5 de Mental Strike requerido.
6- Strongwind: Ataque de daño medio de viento, mueve al enemigo. Nivel 25 del personaje requerido. Nivel 5 de Swordwind requerido.
7- Wind Cutter: Ataque de daño alto de viento. Nivel 30 del personaje requerido. Nivel 7 de Strongwind requerido.
- Rama de agua

8- Ice Missile: Ataque básico de agua. Nivel 20 del personaje requerido. NIvel 3 de Mental Strike requerido.
9- Waterball: Ataque de daño medio de agua, daña al enemigo múltiples veces. Nivel 25 del personaje requerido. Nivel 5 de Ice MIssile requerido.
10- Water Well: Ataque de daño alto de agua, combinado con un hechizo de electricidad provoca más daño. Nivel 30 del personaje requerido. Nivel 7 de Waterball requerido.
- Rama de electricidad

11- Static Ball: Ataque básico de electricidad. Lvl 18, Requiere Mental Strike Lvl 5.
12- Lighting Palm: Ataque de daño medio de electricidad. Lvl 25, Requiere Static Ball Lvl 5.
13- Lighting Shock: Ataque de daño alto de electricidad. Lvl 30, requiere Lighting Palm Lvl 7.
- Rama de tierra

14- Stone Spike: Ataque básico de Tierra, puede aturdir al enemigo. Lvl 18, requiere Mental Strike Lvl 2.
15- Rock Crash: Ataque medio de Tierra. Lvl 25, requiere Spike Stone Lvl 5.
16- Rooting: Inmoviliza, con cierta probabilidad de éxito, al enemigo momentáneamente. Lvl 30, requiere Rock Crash Lvl 7.
- Rama psíquica

17- Blinkpool: Te teletransporta una pequeña distancia. (A más nivel del skill, más distancia). Lvl 30, requiere Mental Strike Lvl 3.

#### Skills de Elementor
La inteligencia (INT) y el atque de las armas determinarán el daño producido por el personaje.
- Rama de fuego

1- Firebird: Ataque de fuego. Nivel 60 del personaje requerido. Nivel 7 de Fire Strike requerido.
2- Burningfield: Ataque que paraliza por 5 segundos, hace daño continuo a los objetivos; es un skill AoE (Area of Effect). Lvl 65 del personaje requerido. Nivel 5 de Firebird requerido.
- Rama de tierra

3- Stone Spear: Ataque de tierra. Nivel 60 del personaje requerido. Nivel 3 de Rooting requerido.
4- Earthquake: Ataque de tierra. Lvl 65 del personaje requerido. Nivel 4 de Stone Spear
- Rama de aire

5- Void: Genera una corriente de aire que daña al objetivo. Lvl 60, requiere Wind Cutter lvl 7.
6- Windfield: Genera una corriente aérea en el área cercana al objetivo, habiendo una posibilidad de ralentizar a los enemigos afectados; es un skill AoE (Area of Effect). Lvl 65, requiere Void lvl 5.
- Rama de electricidad

7- Lightning Strike: Lanza un rayo contra el objetivo. Lvl 60, requiere Lighting Shock lvl 7.
8- Electric Shock: Genera múltiples rayos alrededor del mago que lo invoca, es un skill AoE (Area of Effect) que no requiere seleccionar objetivo. Lvl 65, requiere Ligtning Strike lvl 4.
- Rama de agua

9- Iceshark: Lanza un proyectil de hielo contra el objetivo. Lvl 60, requiere Water Well lvl 7.
10- Poison Cloud: Genera una nube de veneno en el área cercana al objetivo, habiendo una posibilidad de envenenar a los enemigos afectados, es un skill AoE (Area of Effect). Lvl 65, requiere Iceshark lvl 5.
- Maestrías

11- Fire Master: Aumenta el daño de ataques de fuego (las skills de lvl 70~75 no se ven afectadas). Lvl 70, requiere Fire Strike lvl 7.
12- Earth Master: Aumenta el daño de ataques de tierra (las skills de lvl 70~75 no se ven afectadas). Lvl 70, requiere Rooting lvl 3.
14- Wind Master: Aumenta el daño de ataques de aire (las skills de lvl 70~75 no se ven afectadas). Lvl 70, requiere Wind Cutter lvl 7.
15- Ligthning Master: Aumenta el daño de ataques eléctricos (las skills de lvl 70~75 no se ven afectadas). Lvl 70, requiere Lightning Shock lvl 7.
16- Water Master: Aumenta el daño de ataques de agua (las skills de lvl 70~75 no se ven afectadas). Lvl 70, requiere Water Well lvl 7.
- Rama de AoE (Area of Effect) combinado

18- Meteo Shower: Genera una lluvia de meteorítos en el área cercana al objetivo, es un skill AoE (Area of Effect). Lvl 70, requiere Burningfield lvl 6 y Earthquake lvl 5.
19- Sandstorm: Genera una tormenta de arena en el área cercana al objetivo, es un skill AoE (Area of Effect). Lvl 70, requiere Windfield lvl 6 y Earthquake lvl 5.
20- Lightingstorm: Genera una tormena en el área cercana al objetivo, es un skill AoE (Area of Effect). Lvl 70, requiere Windfield lvl 6 y Electric Shock lvl 5.
21- Blizzard: Genera una tormenta de nieve en el área cercana al objetivo, habiendo una posibilidad de paralizar momentáneamente a los enemigos afectados; es un skill AoE (Area of Effect). Lvl 75, requiere Poison Cloud lvl 7 y Earthquake lvl 7.
```
Skills de Psykeeper 
```

1-Demonology: Poder de ataque mental, lanza una gama psyquica
2-Satanology: Evita el movimiento del enemigo, entre mayor nivel del personaje más tiempo obtiene
3-Psychic Bomb: Bomba mental que puede aturdir al enemigo
3-Spirit Bomb: Poderoso ataque de 1 vs 1, entre más MP tengas mayor daño causara
4-Crucio Spell: Refleja el daño(pero no lo bloquea) y lo devuelve con el doble de ataque, este no sirve para PvP
5-Maximum Crisi: Ataque de AoE(Area of effect) crea una barrera mental alrededor del psykeeper
6-Psychic Square: Daña al enemigo basándose en el ataque de la varita(Ataque normal, no magia)
7-Psychic Wall: Hablidad útil, crea una pared mental sobre el psykeeper que prohíbe el paso del enemigo

### Skills de Acrobat
- Rama común

1- Pulling: Atrae al Enemigo hacia ti. Lvl 15
2- Fast Walker: Caminas más rápido durante algunos segundos (máximo 16). Lvl 20. Requiere Pulling Lvl 4
3- Dark Illusion: Te hace invisible por unos segundos (máximo 16).Lvl 30, requiere Fast Walker Lvl 6
4- Perfect Block: Incremente la tasa de Bloqueo.
- Rama de yo-yo

5- Slow Step: Ataque de Yoyo que puede hacer más lento al enemigo. Lvl 15
6- Yo-Yo Mastery: Aumenta el daño del Yoyo en +2 por nivel.
7- Crossline: Ataque de Yo-yo de daño medio que puede aturdir al enemigo. Lvl 30, requiere Yo-yo Mastery Lvl 4
8- Counterattack: Skill de Yo-Yo que devuelve el primer ataque recibido. Durante su uso, el personaje queda inmóvil.
9- Snitch: Ataque de Yo-yo que roba Penya. Es necesario estar en modo dark illusion y atacar por la espalda. Lvl 35, requiere Yo-Yo Mastery Lvl 8
10- Deadly Swing: Ataque de Yo-Yo que causa "Bleeding" en el enemigo.
- Rama de arco

11- Junk Arrow: Ataque de arco que lanza cuatro flechas, Es el que más pega lvl 20. Lvl 15
12- Bow Mastery: Aumenta el Daño del Arco en +2 por nivel.
13- Auto-Shot: Ataque de Arco que puede cegar al enemigo.
14- Silent Shot: Ataque de Arco que hace más daño si se usa durante Dark Illusion.
15- Aimed Shot: Ataque de Arco que hace 2x del Daño.
16- Arrow Rain:

## PvP

### Duelos (Duel)
Una de las características de Flyff es su sistema de PvP. Tenemos 2 formas principales de enfrentarnos contra los demás personajes, la primera son los duelos los cuales se desarrollan a voluntad de los jugadores.
Para realizar un duelo se debe hacer alt + clic a otro jugador y elegir la opción Duel, pudiendo ser realizado en cualquier lugar del mapa. Si el jugador acepta el duelo aparecerán una espada y un hacha cruzadas sobre su cabeza, indicando quién es el enemigo y comenzará después de 3 segundos. Si el duelo no termina dentro de 3 minutos, se da por empate.
Si ganas el duelo obtendrás puntos de fama (fame points), los cuales sirven para obtener un título de fama, el cual antes aparecía entre [ y ] a la izquierda del nick del personaje.

### PK
En algunos los canales (clusters)(3 y 4) de los servidores de Flyff (la versión actual en español solo tiene un servidor (Drakul) con un clúster (Sparta)en el que se permite el sistema PK), se podía realizar PK (Player Kill).
En aquellos canales puedes atacar a cualquier jugador que no esté en una zona segura, estas zonas son las ciudades. En los canales con PK habilitado poseen los puntos de Karma, los cuales aumentan si matas a una persona de nick blanco. Y pasas a la regla de los 8 segundos, con tu nick de color rosado, pero si lo matas pasas ha estado PK con el nick rojo y aumenta tu nivel de disposición. Dependiendo de la cantidad de disposición que tengas, tu personaje perderá mayor o menor número de objetos del inventario cuando muera. En función del nivel de PK que tengas, así se verá reducido tu nivel de ataque.
A partir de la versión novena se debe realizar la quest de confesión, en la cual se tendrá que crear un ángel que se irá llenando de experiencia a medida que mates monstruos. Al llenarlo se devuelve al NPC y se pierde parte del PK. Al ir matando monstruos, se pierde disposición. También se pierde disposición cada vez que muere el personaje.
En las versiones anteriores a la novena, una persona que poseía Karma negativo y entraba a una ciudad era atrapada por los guardias y enviada a la cárcel. La cárcel se ubicaba en una isla aparte de los continentes comunes, llamada Kebaras Island. Aquí se tenía que hablar con el NPC Geron que entregaba las quests para regresar el karma a cero y obtener la llave para salir de la isla.
Un personaje con Karma negativo no podía ingresar a los demás canales normales.

## Masquerpets
Según la historia de Flyff, los masquerpets son los monstruos creados para destruir a los humanos.
Estos monstruos (también denominados de manera popular mobs) se dividen de manera general en grupos atendiendo a los siguientes criterios:
- Clase: Atendiendo a este criterio, se distinguen los pequeños (small), los normales, los capitanes (captain) y los gigantes (gigant). En función de la clase se adquiere menos o más experiencia respectivamente. El caso de los gigantes es más especial, ya que solo aparece 1 gigante de cada tipo a la vez en el mismo clúster, siendo considerablemente más fuerte y soltando más objetos y penya a la hora de matarlo. Nota: Algunos tipos de masquerpets alteran el sobrenombre aún atendiendo a esta clasificación (Ej: Cute Nyangnyang o Soldier Chimeradon en lugar de Small Masquerpet y Creep Nyangnyang o Lieutenant Chimeradon en lugar de Captain Masquerpet)

- Elemento: Atendiendo a este criterio, se distinguen acuáticos, eléctricos, terrestres, aéreos, de fuego y no asociado. En función del elemento asociado, el masquerpet presenta resistencia y debilidad ante determinados elementos:
  - Los acuáticos son resistentes al fuego y débiles ante la electricidad.
  - Los eléctricos son resistentes al agua y débiles ante la roca.
  - Los terrestres son resistentes a la electricidad y débiles ante el viento.
  - Los aéreos son resistentes a la tierra y débiles ante el fuego.
  - Los de fuego son resistentes al aire y débiles ante el agua.
  - Los no asociados no presentan debilidad ni resistencia ante elementos.

Esta asociación de elementos implica que, utilizando un ataque del elemento ante el sienten debilidad o un arma elementada con ese elemento, el masquerpet recibirá más daño; mientras que un escudo o vestimenta elementada con el elemento resistente al elemento asociado del masquerpet nos permitirá recibir menos daño ante un ataque. Esto se aplica de manera inversa.
- Nivel: Atendiendo a este criterio, cada clase y tipo de masquerpet tiene asociado un nivel, de la misma forma que los jugadores.

## Vuelo
Tras alcanzar el nivel 20 a todos los jugadores se les supone una licencia de vuelo, por lo que solo con la adquisición de una tabla, escoba u otro objeto que lo permita, los jugadores pueden volar. En versiones anteriores existía además una quest que permitía obtener de manera gratuita y tras la realización de sus tres partes, una escoba de bajo nivel.
La mecánica del vuelo es bastante sencilla:
1. Se coloca el objeto (tabla, escoba o similar) en la zona del inventario destinada para ello. Si el objeto está asociado a una barra de F1~F9, bastará con pulsar la tecla correspondiente o sobre él.
2. Aparece el jugador volando.

Hay que indicar que al dejar de utilizar el objeto de vuelo, no importa desde qué altura caiga el personaje, ya que no recibirá daño alguno por la caída.

## Requisitos

### Requisitos mínimos
DirectX 5.0 o mayor es requerido, Procesador Pentium III de 800 MHz o equivalente, 256MB de Memoria RAM, Tarjeta Gráfica NVIDIA Geforce2 MX 200 o equivalente, 2~4 GB Libres en el disco duro, Acceso a Internet de 2586k.
También es necesario poseer ratón (esuom) y un teclado.

### Requisitos recomendados
Procesador Pentium III de 1 GHz o equivalente, DirectX 9.0 o mayor, 512MB o más de Memoria RAM, Tarjeta Gráfica NVIDIA Geforce3 Ti 200 o equivalente,, Acceso a Internet Banda ancha recomendada. Tarjeta de sonido opcional recomendada.

### Distinciones
El juego recibió un premio por parte del ministro de cultura sur coreano en junio de 2004.